# Снятинський повіт (ЗУНР)
Снятинський повіт — історична адміністративно-територіальна одиниця у складі ЗУНР, пізніше — у складі Польщі та СРСР. Включена до Станиславівського воєводства Польської Республіки після утворення воєводства у 1920 році на окупованих землях ЗУНР. Адміністративним центром повіту був Снятин. До складу повіту входило 70 поселень (з них 2 міста, 39 сільських гмін і 28 фільварків) з 18 296 житловими будинками. Площа повіту — 604 км².

### Адміністративна реформа

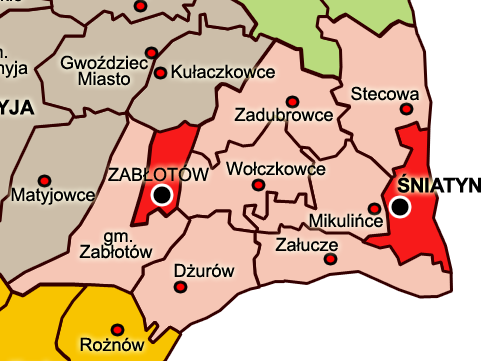
Снятинський повіт

1 серпня 1934 р. було здійснено новий поділ на сільські гміни шляхом об'єднання дотогочасних (збережених від Австро-Угорщини) ґмін, які позначали громаду села. Новоутворені ґміни відповідали волості — об'єднували громади кількох сіл або (в дуже рідкісних випадках) обмежувались єдиним дуже великим селом.

#### Міста (Міські ґміни)
1. м. Снятин
2. містечко Заболотів — місто з 1934 р.

#### Сільські ґміни
Кількість:
1920—1934 рр. — 37
1934—1939 рр. — 7
| Об'єднані сільські ґміни 1934 року | Об'єднані сільські ґміни 1934 року | Старі сільські ґміни | Кількість |
| ---------------------------------- | ---------------------------------- | --- | --------- |
| 1                                  | Ґміна Волчковце                    | Волчковце (Вовчківці), Кєліхув (Келихів), Любковце (Любківці), Олєшкув (Олешків), Орелєц (Орелець), Тулава (Тулова), Тулукув (Тулуків) | 7         |
| 2                                  | Ґміна Джурув                       | Джурув (Джурів), Новосєліца (Новоселиця), Попєльнікі (Попельники), Руднікі (Рудники), Тучапи                                           | 5         |
| 3                                  | Ґміна Заблотув                     | Борщув (Борщів), Ілліньце (Іллінці), Тросцянєц (Тростянець), Труйца (Тройця), Хлєбичин Польни (Хлібичин)                               | 5         |
| 4                                  | Ґміна Задубровце                   | Альбінувка (Альбінівка), Белелуя, Ганьковце (Ганьківці), Задубровце (Задубрівці), Зебранувка (Зібранівка), Красноставце (Красноставці) | 6         |
| 5                                  | Ґміна Залуче                       | Драгасимув (Драгасимів), Залуче (Залуччя), Завалє (Завалля), Княже                                                                     | 4         |
| 6                                  | Ґміна Мікуліньце                   | Будилув (Будилів), Відинув (Видинів), Карлув (Карлів), Кулачин, Мікуліньце (Микулинці), Усцє (Устя)                                    | 6         |
| 7                                  | Ґміна Стецова                      | Подвисоке (Підвисоке), Поточек (Потічок), Русув (Русів), Стецова (Стецева)                                                             | 4         |

### Населення
Українці-грекокатолики становили 80 % населення повіту (1907).
Загальна чисельність населення повіту складала 79 224 осіб (за даними перепису населення 1921 року), з них 65 082 — греко-католики, 6 346 — римо-католики, 7 369 — юдеї, 427 — інших визнань. 
У 1939 році в повіті проживало 80 250 мешканців (65 575 українців-грекокатоликів — 81,71 %, 1 965 українців-римокатоликів — 2,45 %, 4 955 поляків — 6,17 %, 100 польських колоністів міжвоєнного періоду — 0,12 %, 7 195 євреїв — 8,97 % і 460 німців та інших національностей — 0,57 %).